# 阿宰勒布吕莱
阿宰勒布吕莱（法語：Azay-le-Brûlé，法語發音：[azɛ lə bʁyle]）是法国德塞夫勒省的一个市镇，属于尼奥尔区。

## 地理
阿宰勒布吕莱（46°23'55"N, 0°17'14"W）面积22.1 平方千米，位于法国新阿基坦大区德塞夫勒省，该省份为法国西部内陆省份，北起曼恩-卢瓦尔省，西接旺代省，南至夏朗德省和滨海夏朗德省，东临维埃纳省。
与阿宰勒布吕莱接壤的市镇（或旧市镇、城区）包括：欧热、拉克雷什、谢尔沃、圣迈克桑莱科勒、圣马丹德圣迈克桑、赛夫尔。

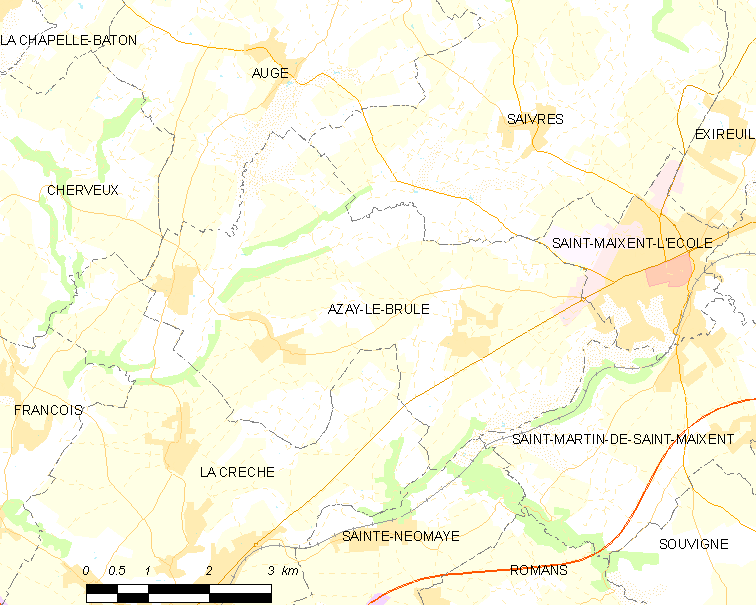
阿宰勒布吕莱的OSM定位图

阿宰勒布吕莱的时区为UTC+01:00、UTC+02:00（夏令时）。

## 行政
阿宰勒布吕莱的邮政编码为79400，INSEE市镇编码为79024。

## 政治
阿宰勒布吕莱所属的省级选区为圣迈克桑莱科勒县。

## 人口

1962-2008年间阿宰勒布吕莱人口变化图示

阿宰勒布吕莱于2022年1月1日时的人口数量为1952人。